# 흥양 장씨
흥양 장씨(興陽 張氏)는 전라남도 고흥군을 본관으로 하는 한국의 성씨이다. 시조 장선익(張善翼)은 안동 장씨의 시조 장정필 후손이며, 고려에서 흥양군에 봉해졌다.

## 참고 자료
- “흥양장씨(興陽張氏)”. 뿌리를 찾아서.[깨진 링크(과거 내용 찾기)]